# Bassia scoparia
Bassia scoparia, comummente conhecida como belverde, é uma espécie de planta com flor pertencente à família Quenopodiáceas.

## Nomes comuns
Dá ainda pelos seguintes nomes comuns: valverde e mirabela (não confundir com a Prunus domestica susbp. syriaca, que consigo partilha este nome).

## Descrição
Trata-se de uma planta herbácea anual que pode ascender aos 150 centímetros de altura. É tomentosa, o que quer dizer que se reveste de penugem, pelo menos nos ramos floridos. Tem um caule erecto e ramoso.
No que toca às folhas, medem de 15 a 25 milímetros de comprimento e 3 a 4 milímetros de largura. Têm um formato linear ou linear-lanceolado, tanto podendo ser glabras como pubescentes. As folhas basais costumam ser trinervadas ao passo que as superiores já costumam ser uninervadas.
As brácteas costumam medir entre 5 a 8 milímetros de comprimento por 0,7 a 1,2 milímetros de largura. Encontra-se dotada de um variedade particular de inflorescência, chamada glomérulo, em que as flores formam um aglomerado globoso. Os glomérulos desta espécie são formados por grupos de até 3 flores.

## Distribuição
É natural da Eurásia, particularmente da Europa de Leste, da região do Cáucaso, da Ásia Central, do Nepal e do Paquistão, tendo sido introduzida mais tarde no continente americano e noutras partes Europa, onde se naturalizou.

### Portugal
Trata-se de uma espécie presente no território português, nomeadamente os seguintes táxones infraespecíficos:
- Bassia scoparia subsp. scoparia - presente em Portugal Continental [8], mais concretamente nas zonas da Terra Fria Transmontana, do Centro-oeste calcário e do Centro-oeste olissiponense.[6]

Em termos de naturalidade é nativa da região atrás referida. Não se encontra protegida por legislação portuguesa ou da Comunidade Europeia.

### Ecologia
Trata-se de um espécie ruderal, que marca presença tanto em courelas agricultadas, como em espaços ocupados pelo homem, mesmo os urbanos.

## Taxonomia
A autoridade científica da espécie é (L.) Voss, tendo sido publicada em Deutsche Gartenrat 1(37): 289-290 (1903). Esta espécie foi transportada para o género Bassia por Andrew J. Scott em 1978.

### Etimologia
Do que toca ao nome científico desta espécie:
- O nome genérico, Bassia, trata-se de um neologismo latino, que latiniza o apelido do botânico oitocentista italiano Fernando Bassi, para o homenagear.[12]
- O epíteto específico, scoparia, provém da palavra latina para «vassoura»[13], por derivação do étimo latino scōpo «varrer»[14], por alusão ao costume de se usar esta planta no fabrico de vassouras artesanais.[15][16]

No que toca aos nomes comuns:
- O substantivo «belverde» provém do italiano belvedere e significa «belo de se ver».[1]

### Sinonímia
- Kochia scoparia (L.) Schrad
- Atriplex scoparia (L.) Crantz
- Bassia sicorica (O.Bolòs & Masclans) Greuter & Burdet
- Bassia sieversiana (Pall.) W.A.Weber
- Bushiola scoparia (L.) Nieuwl.
- Chenopodium scoparia L.
- Kochia densiflora Turcz. ex Aellen
- Kochia parodii Aellen
- Kochia scoparia (L.) Schrad.
- Kochia sicorica O.Bolòs & Masclans
- Kochia sieversiana (Pall.) C.A.Mey.
- Kochia trichophylla hort.
- Salsola scoparia (L.) M.Bieb.
- Salsola sieversiana Pall. ex Steud.
- Salsola songarica Siev. ex Pall.
- Suaeda cinerea Schur
- Suaeda sieversiana Pall.[17]